# Jetagúrovi
Jetagúrovi (en georgiano: ხეთაგუროვი) o Kostaijau (en osetio: Къостайыхъæу) es un pueblo que pertenece a la parcialmente reconocida República de Osetia del Sur, parte del distrito de Tsjinval, aunque de iure pertenece al municipio de Kurta de la región de Iberia Interior de Georgia.

## Toponimia
Antes de 1940 el pueblo era conocido como Tsunari (en georgiano: წუნარი). Ese año se cambió el nombre al actual, en honor al poeta osetio Kostá Jetagúrov.

## Geografía
Jetagúrovi se encuentra a orillas delrío Tiliani y del canal de Kejvi, a 7 km de Tsjinvali.  

## Historia
Tsunari era uno de los pueblos históricos de Iberia Interior. Vajushti de Kartli señala: «Este río está conectado con estas aguas por el río Tsunari. Hay una iglesia con cúpula en Tsunari, que ahora está vacía». Por ello, se supone que ya no había población aquí a principios del siglo XVIII. Se menciona en el censo del príncipe Juan de Georgia de 1794-99.
En 1921, 30 aldeas de la comunidad Tsunari fueron asignadas al Comité Revoltucionario de Osetia del Sur. De 1922 a 1990, formó parte del distrito de Tsjinval del óblast autónomo de Osetia del Sur. En 1940, Tsunari pasó a llamarse Jetagúrovi.   
De 1990 a 2006, formó parte del raión de Gori y, desde 2006, forma parte del municipio de Kurta. Tras la guerra de Osetia del Sur de 1991-1992, las autoridades osetias lograron controlar el pueblo. En 2007, se fundó en la aldea un teatro folclórico que ofrecía representaciones en osetio.
Durante la guerra ruso-georgiana de agosto de 2008, Human Rights Watch informó que Georgia había utilizado desproporcionadamente lanzacohetes múltiples tipo Grad, fuego de mortero y unidades de tanques para reprimir las posiciones osetias (lo que, además de las bajas entre la milicia, resultó en la muerte de al menos cuatro civiles). Sin embargo, la organización afirmó que ningún residente local entrevistado acusó a las tropas georgianas que registraron la aldea de insultarlos o maltratarlos. La aldea quedó bajo el control de Osetia del Sur cuando, en la noche del 8 al 9 de agosto, fue ocupada por un grupo táctico avanzado de batallón bajo el mando del capitán Yuri Yakovlev.
En 2012, las autoridades de Osetia del Sur y la delegación rusa encabezada por el viceministro del Ministerio de Situaciones de Emergencia de Rusia, Alexander Volosov, visitaron el pueblo.  

## Demografía
La evolución demográfica de Jetagúrovi entre 1916 y 2015 fue la siguiente:
| 404                                                      | 717 | 776 | 830 | 813 | 758 | 863 |
| (Fuente: Population of South Ossetia since Soviet times) |     |     |     |     |     |     |

Según el censo soviético de 1959, la mayoría de la población local eran osetios.  En el censo ruso de 1916, la composición étnica del pueblo era la siguiente:
|              | 1916      | 1916       |
| Grupo étnico | Población | Porcentaje |
| ------------ | --------- | ---------- |
| Georgianos   | 0         | 0%         |
| Osetios      | 404       | 100%       |
| Total        | 404       | 100%       |

## Infraestructura

### Arquitectura, monumentos y lugares de interés
El pueblo alberga una iglesia de la Virgen María, del siglo XIV. En el verano de 2017, comenzó la construcción de una zona recreativa alrededor del lago Tsunaristba.